# Rybníček Pod Jehlickým vrchem
Rybníček Pod Jehlickým vrchem  o rozloze vodní plochy 0,21 ha se nalézá v lese asi 0,5 km severovýchodně od zámku Hrádek na katastru obce Hrádek v okrese Hradec Králové. Rybníček v suchém létě roku 2018 téměř vyschl.

## Galerie

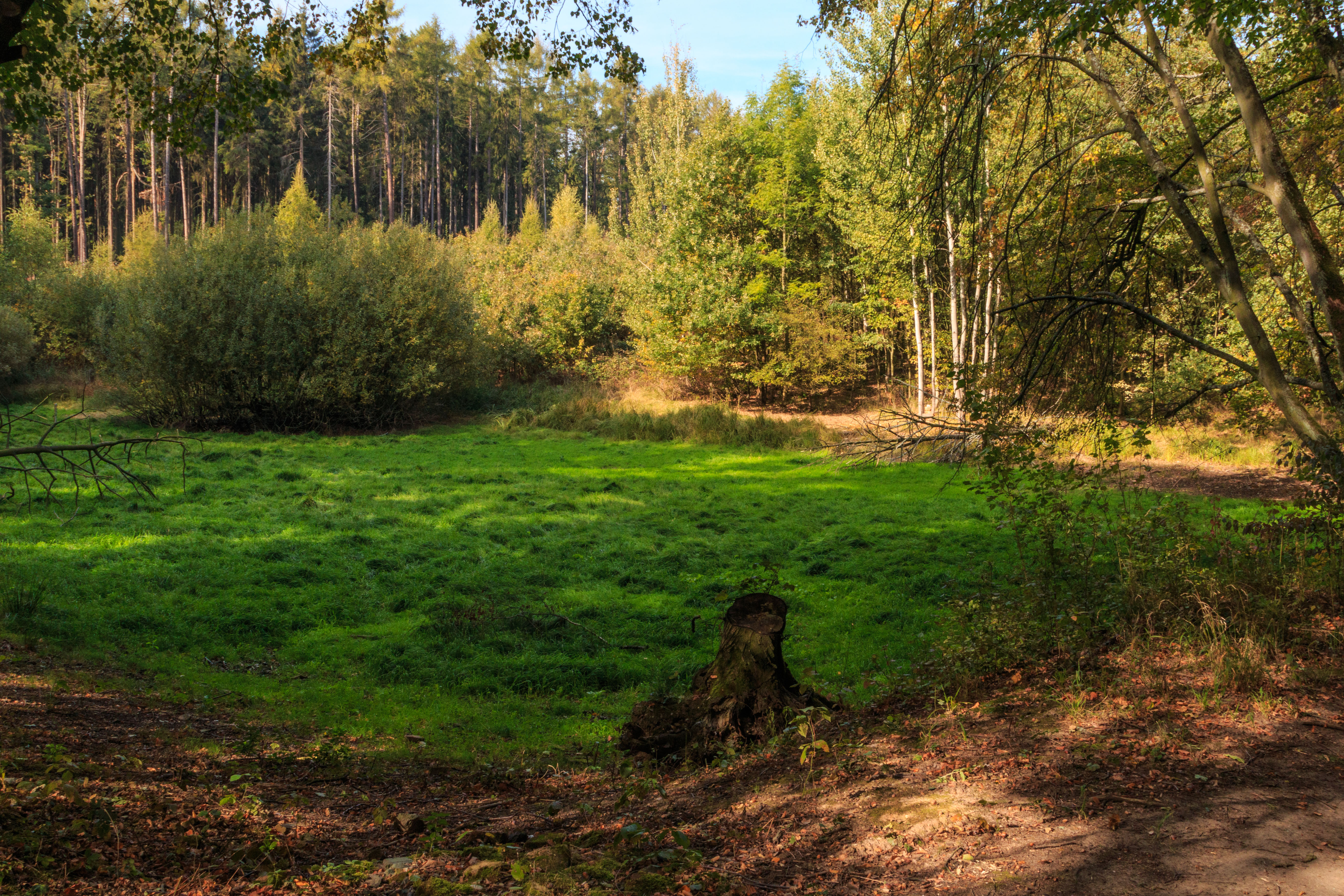
Rybníček Pod Jehlickým vrchem
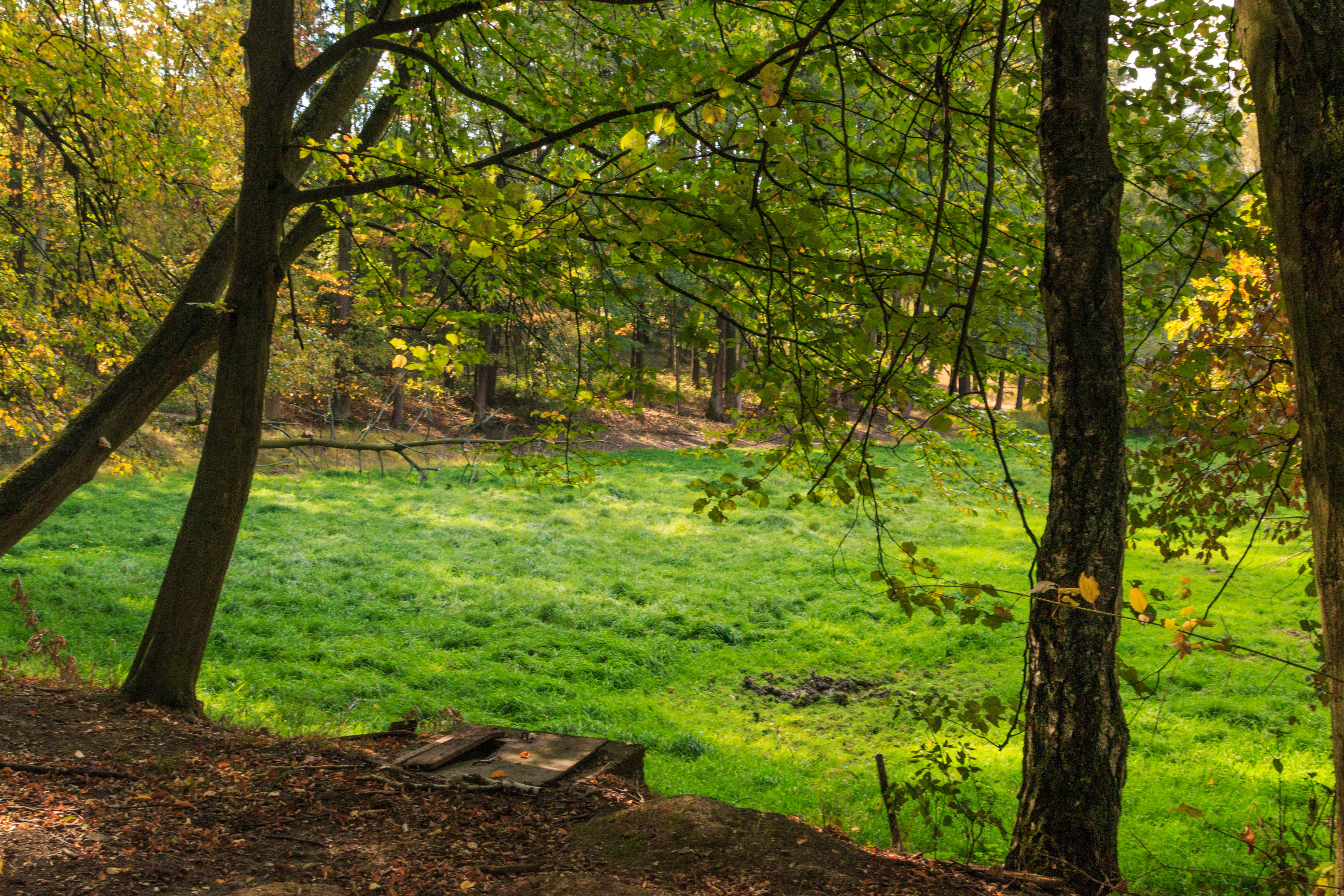
Rybníček Pod Jehlickým vrchem